# ويليام إم. ليندسي
ويليام إم. ليندسي هو سياسي أمريكي، ولد في 24 يوليو 1880 في مقاطعة ألغني في الولايات المتحدة، وتوفي في 22 فبراير 1957. نشط حزبياً في الحزب الديمقراطي. وقد انتخب نائب حاكم كانساس ‏.